# William DuVall
William Bradley DuVall, född 6 september 1967 i Washington, D.C., är en amerikansk gitarrist och sångare. Han är medlem i gruppen Comes With the Fall, som han grundade 1999, samt sedan 2006 i grungegruppen Alice in Chains, där han ersatte Layne Staley.

## Diskografi
EP med Neon Christ
- Parental Suppression (1984)
- The Knife That Cuts So Deep (1990)

EP med No Walls
- No Walls (1992)

Album med Madfly
- Get the Silver (1996)
- White Hot in the Black (1998)

Album med Comes with the Fall
- Comes with the Fall (2000)
- The Year is One (2001)
- Live 2002 (livealbum) (2002)
- The Reckoning (EP) (2006)
- Beyond the Last Light (2007)

Album med Alice in Chains
- Black Gives Way to Blue (2009)
- The Devil Put Dinosaurs Here (2013)
- Rainier Fog (2018)

Album med Giraffe Tongue Orchestra
- Broken Lines (2016)

Soloalbum
- One Alone (2019)